# Eric Granado
Eric Granado (São Paulo, Brasil, 10 de junio de 1996) es un piloto de motociclismo brasileño que participa en la Copa Mundial de MotoE con el equipo LCR E-Team y en el ESBK con el Team Laglisse.

## Biografía
En 2018, Granado regresó a Moto2 de la mano del Forward Racing Team. En la temporada solo corrió diez carreras debido a que su equipo el Forward Racing Team rescindió su contrato debido a los magros resultados obtenidos, su lugar en el equipo ue ocupado por el español Isaac Viñales. Su mejor resultdo en la temporada fue el 19.º puesto en el Gran Premio de Italia.
En 2019, Granado fue contratado por el Avintia Esponsorama Racing para correr en la temporada inaugural de la Copa Mundial de MotoE. En la carrera doble en Valencia, Granado consiguió la E-Pole, la primera suya en el campeonato. En la primera carrera celebrada en el Circuito Ricardo Tormo, Granado perdió posiciones en la salida pero logró recuperarlas con el correr de las vueltas, se puso primero e hizo una diferencia que le permitió cruzar la línea de meta en la primera posición, logrando su primera victoria en el campeonato.
En 2021, pilotara por tercera temporada consecutiva en la Copa Mundial de MotoE en las filas del WithU Motorsport MotoE Team.
En 2023 disputará el Mundial de Superbikes con una Honda del equipo MIE Racing

## Resultados

### FIM CEV Moto2 European Championship

#### Por temporada
| Temp. | Moto  | Equipo      | N.º | Carreras | Victorias | Podios | Poles | V.Ráp. | Pts. | Pos. |
| ----- | ----- | ----------- | --- | -------- | --------- | ------ | ----- | ------ | ---- | ---- |
| 2015  | Kalex | Promoracing | 51  | 11       | 0         | 2      | 0     | 0      | 114  | 6.º  |
| 2016  | Kalex | Promoracing | 51  | 11       | 1         | 3      | 1     | 1      | 129  | 4.º  |
| 2017  | Kalex | Promoracing | 51  | 11       | 6         | 9      | 2     | 6      | 226  | 1.º  |
| Total |       |             |     | 33       | 7         | 14     | 3     | 7      | 469  |      |

#### Carreras por año
(Carreras en negrita indica pole position, carreras en cursiva indica vuelta rápida)
| Temp. | 1     | 2       | 3       | 4     | 5     | 6     | 7       | 8     | 9     | 10    | 11    | Pos. | Pts. |
| ----- | ----- | ------- | ------- | ----- | ----- | ----- | ------- | ----- | ----- | ----- | ----- | ---- | ---- |
| 2015  | ALG 4 | ALG 3   | CAT 8   | ARA 5 | ARA 5 | ALB 7 | NAV Ret | NAV 3 | JER 7 | VAL 6 | VAL 5 | 6.º  | 114  |
| 2016  | VAL 1 | VAL Ret | ARA Ret | ARA 6 | CAT 2 | CAT 5 | ALB 4   | ALG 6 | ALG 6 | JER 6 | VAL 2 | 4.º  | 129  |
| 2017  | ALB 5 | CAT 2   | CAT 7   | VAL 1 | VAL 1 | EST 1 | EST 1   | JER 2 | ARA 3 | ARA 1 | VAL 1 | 1.º  | 226  |

### Campeonato del mundo de motociclismo

#### Por temporada
| Temp. | Cat.  | Moto      | Equipo                     | N.º | Carreras | Victorias | Podios | Poles | V.Ráp. | Pts.  | Pos. |
| ----- | ----- | --------- | -------------------------- | --- | -------- | --------- | ------ | ----- | ------ | ----- | ---- |
| 2012  | Moto2 | Motobi    | JiR Moto2                  | 57  | 11       | 0         | 0      | 0     | 0      | 0     | NC   |
| 2013  | Moto3 | Kalex KTM | Mapfre Aspar Team Moto3    | 57  | 17       | 0         | 0      | 0     | 0      | 7     | 25.º |
| 2014  | Moto3 | KTM       | Calvo Team                 | 57  | 14       | 0         | 0      | 0     | 0      | 2     | 31.º |
| 2017  | Moto2 | Kalex     | Promoracing                | 51  | 1        | 0         | 0      | 0     | 0      | 0     | NC   |
| 2018  | Moto2 | Suter     | Forward Racing Team        | 51  | 10       | 0         | 0      | 0     | 0      | 0     | NC   |
| 2019  | MotoE | Energica  | Avintia Esponsorama Racing | 51  | 6        | 2         | 2      | 1     | 2      | 71    | 3.º  |
| 2020  | MotoE | Energica  | Avintia Esponsorama Racing | 51  | 7        | 1         | 1      | 1     | 2      | 53    | 7.º  |
| 2021  | MotoE | Energica  | One Energy Racing          | 51  | 7        | 2         | 3      | 4     | 4      | 84    | 4.º  |
| 2022  | MotoE | Energica  | LCR E-Team                 | 51  | 12       | 5         | 8      | 1     | 4      | 192.5 | 2.º  |
| 2023  | MotoE | Ducati    | LCR E-Team                 | 51  | 14       | 1         | 4      | 1     | 1      | 139   | 7.º  |
| 2024  | MotoE | Ducati    | LCR E-Team                 | 51  | 8        | 0         | 2      | 2     | 0      | 70*   | 7.º* |
| Total |       |           |                            |     | 107      | 11        | 20     | 10    | 13     | 618.5 |      |

- * Temporada en curso.

#### Carreras por año
(Carreras en negrita indica pole position, carreras en cursiva indica vuelta rápida)
| Año  | Cat.  | Moto      | 1       | 2      | 3       | 4       | 5       | 6       | 7       | 8       | 9       | 10     | 11     | 12      | 13     | 14     | 15      | 16      | 17     | 18     | 19  | Pos. | Pts.  |
| ---- | ----- | --------- | ------- | ------ | ------- | ------- | ------- | ------- | ------- | ------- | ------- | ------ | ------ | ------- | ------ | ------ | ------- | ------- | ------ | ------ | --- | ---- | ----- |
| 2012 | Moto2 | Motobi    | QAT     | SPA    | POR     | FRA     | CAT     | GBR 31  | NED 23  | GER 26  | ITA 21  | IND 25 | CZE 25 | RSM     | ARA 25 | JPN 27 | MAL Ret | AUS Ret | VAL 29 |        |     | NC   | 0     |
| 2013 | Moto3 | Kalex KTM | QAT 26  | AME 23 | SPA 19  | FRA 24  | ITA 9   | CAT 26  | NED 28  | GER Ret | IND Ret | CZE 22 | GBR 29 | RSM Ret | ARA 16 | MAL 24 | AUS 21  | JPN 19  | VAL 17 |        |     | 25.º | 7     |
| 2014 | Moto3 | KTM       | QAT Ret | AME 18 | ARG 19  | SPA Ret | FRA DNS | ITA 23  | CAT 23  | NED 19  | GER 14  | IND 22 | CZE 27 | GBR 26  | RSM 21 | ARA 17 | JPN 16  | AUS DNS | MAL    | VAL    |     | 31.º | 2     |
| 2017 | Moto2 | Kalex     | QAT     | ARG    | AME     | SPA     | FRA     | ITA     | CAT     | NED     | GER     | CZE    | AUT    | GBR     | RSM    | ARA    | JPN     | AUS     | MAL    | VAL 17 |     | NC   | 0     |
| 2018 | Moto2 | Suter     | QAT 30  | ARG 29 | AME 22  | SPA Ret | FRA Ret | ITA 19  | CAT 25  | NED 24  | GER 21  | CZE 23 | AUT    | GBR     | RSM    | ARA    | THA     | JPN     | AUS    | MAL    | VAL | NC   | 0     |
| 2019 | MotoE | Energica  | GER 8   | AUT 17 | RSM 13  | RSM 6   | VAL 1   | VAL 1   |         |         |         |        |        |         |        |        |         |         |        |        |     | 3.º  | 71    |
| 2020 | MotoE | Energica  | SPA 1   | AND 13 | RSM 10  | ERM Ret | ERM 7   | FRA 6   | FRA Ret |         |         |        |        |         |        |        |         |         |        |        |     | 7.º  | 53    |
| 2021 | MotoE | Energica  | SPA 13  | FRA 1  | CAT Ret | NED 1   | AUT 2   | RSM Ret | RSM 5   |         |         |        |        |         |        |        |         |         |        |        |     | 4.º  | 84    |
| 2022 | MotoE | Energica  | SPA 1   | SPA 1  | FRA 7   | FRA 5   | ITA 3   | ITA 8   | NED 2   | NED 1   | AUT 1   | AUT 1  | RSM 17 | RSM 3   |        |        |         |         |        |        |     | 2.º  | 192.5 |
| 2023 | MotoE | Ducati    | FRA     | FRA    | ITA 6   | ITA 1   | GER Ret | GER 4   | NED 6   | NED 4   | GBR 3   | GBR 2  | AUT 2  | AUT 18  | CAT 12 | CAT 10 | RSM 14  | RSM 17  |        |        |     | 7.º  | 139   |
| 2024 | MotoE | Ducati    | POR Ret | POR 4  | FRA 6   | FRA Ret | CAT 2   | CAT Ret | ITA 3   | ITA 6   | NED     | NED    | GER    | GER     | AUT    | AUT    | RSM     | RSM     |        |        |     | 7.º  | 70    |

- * Temporada en curso.